# 渗透 (电视剧)
《渗透》是一部中国大陆电视剧，改編自作家肖锚的同名小说。由沙溢、韩童生、曹炳琨等主演，钱滨擔任编劇，虎子擔任導演，主要讲述了民国时期国共两党间的谍战故事。2013年12月3日，《渗透》在北京卫视、吉林卫视、辽宁卫视首播，2014年，该剧先后入围第20届上海电视节白玉兰奖最佳电视剧、获得第27届中国电视金鹰奖电视剧提名奖。

## 演员
| 演员   | 角色   | 简介 |
| ------ | ------ | --- |
| 沙溢   | 许忠义 | 国民党军统特训班留级生、总务科科长、真实身份是共党间谍；为人圆滑，极具经济头脑，擅长敛财，人称“军统店小二”。 |
| 韩童生 | 李维恭 | 国民党东北行营督察处主任，也是许忠义和齐公子的老师；贪财。                                                   |
| 曹炳琨 | 齐公子 | 国民党东北行营督察大队长；忠于国民党；主演中唯一一个不贪污受贿的国军官员、许忠义死对头。                     |

## 剧情
许忠义原本是李维恭派往共产党根据地的卧底，但其卧底期间被共产党感化，决定卧底国民党，借助自己的敛财本领和国民党内部的腐败来贿赂、瓦解国民党官员、同时为共产党提供物资，在和齐公子的斗争中多次化险为夷，最终取得了胜利。

## 评价
- 《中国艺术报》评论称，《渗透》的剧本设计巧妙、不落俗套，没有像其他谍战剧一样走做情报的老路，而是从后勤补给上做文章，让人耳目一新。人物方面，主人公许忠义不是传统意义上的好人，但他又擅长察言观色、反应灵敏，为该剧增加了看点[7]。
- 导演虎子认为，“《渗透》最大的特点就是不用枪来战斗，而是用头脑。”剧中进行的是经济战和人际关系战，看似平静的办公室实际上暗藏杀机，紧张刺激，引人入胜[8]。
- 网易娱乐有评论认为，《渗透》不如同为谍战剧的《潜伏》，有多处逻辑漏洞：例如国民党当时再腐败，贪官们表面上的掩饰还是会有的，不会像剧中这么高调；许忠义接受共产党感化时人生观转变得太快等[9]。